# الغريفة (البحرين)
قرية الغريفة هي إحداى قرى مملكة البحرين تقع تحديداًً شمال ميناء سلمان بمحاذاة شارع الفاتح من جهة الشرق ويحذها شارع الجفير من جهة الشمال، يبلغ عدد سكانها تقريباً 900 شخص وقد عُرف عن أهلها الطيب والكرم وبساطة المعيشة وحب الترابط فيما بينهم حتى شهد بذلك كل من عرفهم وعاش بينهم·

## سبب التسمية
هناك رواية مفادها أن عشيرة علوية منحدرة من نسل علي وفاطمة عليهما السلام أصلها من البصرة استوطنت القرية وكان عميدهم قد بنى له غرفة صغيرة تقع على مجرى ما لتكون باردة في أيام القيظ، وهذا شيء جديد على الأهالي الذين ما أن عرفوا بالغرفة حتى أطلقوا على المنطقة التي فيها كلمة “الغريفة” وهي كلمة تصغير لغرفة.

## تاريخ القرية
قرية الغريفة الحالية لم تكن القرية الأصلية فالقرية الأصلية كانت في شمال البحرين تحديداً وسط شمالها جنوب قرية الشاخورة، وبعد أن بادت القرية بعد هجرة أهاليها عنها، وموت زراعتها، وتهدم بيوتها، وزحف قرية الشاخورة عليها من جميع أطرافها بحيث أن أرضها أصبحت داخلة في أرض قرية الشاخورة، فقد أصبحت في ذمة التاريخ ولا يتذكرها، إلا كبار السن الذين مازالوا على قيد الحياة، وكذلك المهتمون بتاريخ وتراث المنطقة بحيث لم يبق من الغريفة هذه إلا بعض آثارها.
ويذكر بعض المؤرخين أن القرية بعد أن كانت تنعم بتدفق المياه العذبة ووفرتها وإسهامها في تنشيط الزراعة كعامل اقتصادي مهم، أصيبت بالجفاف فهجرها أهلها بعد أن ضعب أهم مقوم للحياة.

### الآثار الباقية من قرية الغريفة الأصلية
بقت من هذه القرية التي كانت في يوم ما تعج بالحياة والنشاط والعطاء مسجدها الذي يحمل اسم القرية نفسها “مسجد الغريفة” وهو يقع غرب القرية، حيث تم تجديده أكثر من مرة، بسبب قدمه، ومازال أهالي الشاخورة التي زحفت أرضها على أرض القرية واحتوتها يطلقون على المسجد اسم “مسجد الغريفة” كما توجد أساسات لبعض البيوت الآخرى للقرية، كما تدل هذه الأثار على الطريقة التي يبنون فيها، وطريقة هندسة هذه البيوت، وطبقتي البيت وتقسيماته، وهي بيوت تتناسب مع البيئة.
كما بقت من آثار القرية مجاري المياه العميقة التي بلغت سبعة أقدام طولا وتسعة أقدام عرضا وهي تحد مقبرة الشاخورة من جهة الغرب، ومن الآثار التي بقت لهذه القرية مقبرة القرية بما فيها من مسجد ومكان “المغسيل” لتغسيل الموتى، وهذه المرافق الثلاثة المقبرة والمغسيل والمسجد تقع كلها شرق القرية من الجانب الجنوبي، وهذه المرافق أخذ أهالي قرية الشاخورة الحاليين في استعمالها.
حيث المسجد يقيمون في صلاتهم، والمقبرة يدفنون فيها موتاهم، ومقام وقبر وحوزة الشيخ حسين البحراني يقع على أرض قرية الغريفة، حيث كانت هذه الأرض قبل زوال الغريفة مقرا لمدارس وحوزات علمية دينية، ومقر وسكن للعلماء والفضلاء وأولياء الله الصالحين وهناك بعض الأمكنة التي مازالت خالية وهي أشبه بالخرائب كانت في يوم ما منازل لأهالي الغريفة.
ومن آثار قرية الغريفة الأصلية عين ماء تقع في الجانب الغربي من القرية، كانت مساحتها حوالي 25 قدما مربعا في عمق 40 قدما.
لقد وقعت نكبة قرية الغريفة، عام 1813م ونزح أهاليها وأكثرهم من السادة العلويين والبعض من العوام، وذلك بعد أن تعرضوا إلى تعديات واغتصابات متكررة، حيث قرروا الفرار بحياتهم واعراضهم، وقد عزموا في البدء التوجه إلى منطقة الماحوز بالمنامة بحكم معرفتهم بالمنطقة وخبرتهم بها لما كان بين الغريفيين والماحوزيين من قرابة ونسب ومصاهرة، حيث أرسلوا بعض الأعيان إلى الماحوز وشرحوا إلى أهاليها ماتعرضوا له وماعزموا عليه وأنهم يرغبون في اللجوء إليهم إلى حين يرتبوا أمورهم، فلما جاءهم الخبر بالموافقة والترحيب شد أهالي الغريفة الرحال راكبين دوابهم وحاملين أثاثهم في قافلة من الرجال والنساء والشباب والأطفال، واستمروا في السير من منتصف الليل إلى عصر ذلك اليوم حتى وصلوا قرية الماحوز التي استقبلتهم بالترحاب وأسكنوهم في منازلهم ومزارعهم ودواليبهم، حيث نعموا بضيافة كريمة ونعموا بخيرات هذه القرية وأرضها الخضراء، ومياهها العذبة وحسن خلق، حيث كانت بها من عيون الماء الطبيعية كعين أم الشعوم وغيرها.

### إنشاء قرية الغريفة الثانية قرب قرية الجفير
ارتأى أعيان الغريفيين ورجالهم أن ليس من الصواب الاستمرار في العيش بجوار مضيفيهم الكرام من أهالي الماحوز، وأن الحكمة وبعد النظر تتطلب البحث عن مكان يسع النازحين ويخفف الوطء على المستضيفين فكان الرأي أن اختاروا منطقة للسكن تقع شرق الماحوز حيث حطوا رحالهم وبنوا مساكنهم ومساجدهم ومآتمهم، وشيئا فشيئا عمرت الأرض بساكنيها الذي نعموا بالهدوء والأمن ورغد العيش، بعد أن أخذوا يزاولون أعمالهم السابقة وهي فلاحة الأرض وصيد الأسماك وصناعة اللؤلؤ التي كانت جديدة عليهم نسبيا، وقد أعطوا منطقة سكنهم الجديدة اسم قريتهم القديمة التي نزحوا منها وهي “الغريفة” وسكان الغريفة الحاليين هم أبناء وأحفاد عشيرة السادة والعوام النازحين ومن هؤلاء علوي الغريفي وعائلة ابنه أحمد الغريفي وسيد حسين الغريفي وأبنائهما والذين يسكنون منطقة النعيم وكذلك عائلة علي إبراهيم كمال الدين وهذه بعض رجالات الأسر الغريفية المنتشرين في مدن وقرى البحرين، وهناك من استوطن العراق وإيران وغيرها من المناطق.
وممن يسكن الغريفة الحالية عائلة سيد علي سيد طالب، عائلة إبراهيم الغريفي، عائلة الحاج عبد الحسين القيدوم، عائلة أولاد سيد هاشم الغريفي، عائلة سيد طالب وسيد مكي بن دحلت، وغيرها من العائلات التي تعمل الآن في القطاع الحكومي والأهلي والأعمال الحرفية الأخرى.
ولصغر مساحتها الجغرافية ونموها المتسارع، اضطر بعض أهاليها الهجرة إلى المدن الحديثة أو شراء قسائم وبناء بمنازل في مناطق أخرى، إلا أن مجتمع قرية الغريفة تميز ومازال بحالة من التواصل بين أفراده، حيث يعود كل من هاجر منها في جميع المناسبات، بل أن بعضهم يتواجد بين أخله وأصدقائه في كل أسبوع.